# Phiala marshalli
Phiala marshalli is een vlinder uit de familie van de Eupterotidae. De wetenschappelijke naam van de soort is voor het eerst voorgesteld door Per Olof Christopher Aurivillius in een publicatie uit 1904.
De spanwijdte bedraagt 35 tot 41 millimeter.
De soort komt voor in Congo-Kinshasa, Tanzania, Malawi, Zambia, Mozambique en Zimbabwe.